# Дружба (Одесская область)
Дружба (укр. Дружба) — посёлок, относится к Раздельнянскому району Одесской области Украины.
Население по переписи 2001 года составляло 18 человек. Почтовый индекс — 67404. Телефонный код — 4853. Занимает площадь 0,683 км². Код КОАТУУ — 5123986403.

## Местный совет
67412, Одесская обл., Раздельнянский р-н, с. Яковлевка